# 425-й военный госпиталь
Военный госпиталь № 425 Министерства обороны Российской Федерации (ранее — Военный клинический госпиталь № 333) — медицинское учреждение в Октябрьском районе Новосибирска.

## История
В 1831 году в Томской губернии начали работать несколько лазаретов, среди них был Колыванский лазарет, который в 1905 году был переведён в Новониколаевск (сейчас — Новосибирск).
В 1919 году Новониколаевский лазарет получил название гарнизонного госпиталя.
В 1934 году медицинское учреждение стало окружным военным госпиталем.
В период Великой Отечественной войны медицинские работники госпиталя вылечили и возвратили в строй свыше 34 000 больных и раненых.
С 1994 года в госпитале начал действовать медицинский отряд специального назначения.
1 января 2015 года медицинское учреждение было переименовано в 425-й военный госпиталь. 

## Сотрудники госпиталя
Консультирование пациентов проводили профессора А. А. Боголепов (дерматовенеролог), П. В. Бутягин (микробиолог), А. В. Триумфов (невропатолог.), В. А. Пулькис (гигиенист), Я. И. Бейгель (терапевт), академик В. М. Мыш (уролог, хирург)
В послевоенные годы большое участие в совершенствовании специализированных отделений и служб госпиталя принимали военные медики Т. В. Захарченко, Н. Е. Сизых, К. П. Кузьмин, М. И. Коровин, Г. С. Пряхин, Ю. М. Суворов, Н. С. Тейман, Л. И. Гринев, В. В. Власов, А. К. Зельцер, Т. П. Тихменева, А. М. Бабаков, В. С. Григорьев, Н. П. Аникеев, В. П. Евсеев, Н. И. Козловский, И. В. Мацуев, А. Б. Максимов, И. Х. Полтинников, В. И. Товкач, В. И. Сергиенко, В. А. Башенин, В. А. Седов, А. Е. Попов, В. Н. Николаевский, Я. И. Липский, В. Г. Белоусов, Я. Г. Нисневич и др.
По данным на 2019 год в больнице работало более 700 человек, в их числе кандидаты и доктора наук. Семь медицинских сотрудников госпиталя — заслуженные врачи.

## Филиалы
Филиалы госпиталя расположены в Иркутске, Красноярске, Омске, Юрге и Алейске.

## Благодарность И. В. Сталина
В 1943 году в газете «Красная звезда» был опубликован приказ Верховного Главнокомандующего, в котором всему личному составу военного госпиталя выражалась благодарность.

## Награды
- Орден Пирогова — Указом Президента Российской Федерации № 456 от 15 июля 2022 года госпиталь первым из юридических лиц награждён орденом Пирогова «за высокие достижения в области охраны здоровья личного состава Вооружённых Сил Российской Федерации и членов их семей»[5].